# Gouvernement Maʿan
Das Gouvernement Maʿan (arabisch محافظة معان, DMG Muḥāfaẓat Maʿān) ist eines der zwölf Gouvernements Jordaniens. Sitz der Gouvernementsverwaltung ist das gleichnamige Maʿan.

## Lage und Geographie
Das Gouvernement Maʿan liegt im Südosten des Landes. Es grenzt im Norden ans Gouvernement Amman, im Westen an die Gouvernements al-Karak, at-Tafila und Aqaba sowie im Osten und Süden an das Königreich Saudi-Arabien.
Das Gouvernement wird größtenteils von Wüste bedeckt, im Westen des Gouvernements liegt die asch-Scharat-Bergkette mit mehreren Berggipfeln über 1500 m.
Das Gouvernement umfasst eine Fläche von 32.832 km² und nimmt damit mehr als ein Drittel des gesamten Staatsgebiets ein.

## Geschichte
Das Gouvernement Maʿan ist reich an Geschichte, wie unter anderem die steinzeitlichen Fundorte Basta und Baʿdscha bezeugen. Einst Teil des Herrschaftsgebiets der Edomiter, beherbergte die Region später mit Petra die Hauptstadt des Nabatäerreiches. Nachdem die Region unter anderem unter römischer Kontrolle war, wurde sie im 7. Jahrhundert n. Chr. von der Islamischen Expansion erfasst. Von der Präsenz der Kreuzfahrer zeugt noch heute die Kreuzfahrerburg Montreal.
Das Gouvernement Maʿan besteht seit 1965. 1994 erhielt es durch die Abspaltung des Gouvernements Aqaba seine heutige Form.

## Bevölkerung
Die Einwohnerzahl beträgt 179.300 (Stand: Ende 2020). Mit 124.100 Einwohnern war Maʿan 2013 das Gouvernement mit der zweitkleinsten Bevölkerung des Landes sowie das mit der geringsten Bevölkerungsdichte. Dabei belief sich die urbane Bevölkerung auf 68.100 Personen bei 56.000 Einwohnern in ruralen Zonen. Die Arbeitslosenquote belief sich 2013 auf 15 %.

## Untergliederung
Das Gouvernement Maʿan ist in vier Distrikte (liwāʾ) untergliedert: Qasaba Maʿan (mit Sitz in Maʿan), Petra (mit Sitz in Wadi Musa), asch-Schaubak (mit Sitz in asch-Schaubak), und al-Husainiyya (mit Sitz in al-Husainiyya). Der Distrikt Qasaba Maʿan ist als einziger dieser Distrikte weiter unterteilt in die fünf Subdistrikte (qadāʾ) Maʿan, Īl, al-Dschafr, al-Muraigha und Adhruh.

## Transportwege
Wichtige Fernverkehrsstraßen, die in Nord-Süd-Richtung durch das Gouvernement verlaufen, sind im Westen die R15 und R35 sowie die R5 im Osten. Am südlichen Ende der R5 bei al-Mudawwara liegt ein Grenzübergang nach Saudi-Arabien.
Ebenfalls durch das Gouvernement verläuft die Aqababahn.

## Sehenswürdigkeiten und besondere Orte
Größte Stadt des Gouvernements ist die Hauptstadt Maʿan, Heimat der Al-Hussein Bin Talal University und Zentrum einer Sonderwirtschaftszone.
Von großer touristischer Bedeutung ist die Gegend um Wadi Musa mit der Felsenstadt Petra, dem Siq el-Barid und dem Dschabal Harun. Weitere Sehenswürdigkeiten im Gouvernement Maʿan sind unter anderem die Burgen Montreal, Qasr al-ʿUnaiza und Qasr Maʿan. Ein in der Geschichte des Islam bedeutender Ort ist zudem Dschabal at-Tahkim.